# 白季眉

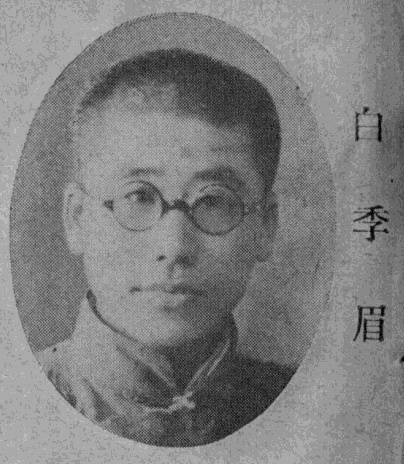

白季眉（1895年—1966年），原名白祚恒。河北卢龙人，满族。中华人民共和国政治人物。

## 生平
1922年，毕业于南京河海工程专门学校，1924年，供职于南京河海工科大学、南京中央大学。1937年，任复旦大学教授、土木工程学系主任。1946年，担任重庆乡村建设学院兼任导淮委员会委员。中华人民共和国成立后，先后供职于东北工学院、东北地质学院、山东大学和山东海洋学院任教。